# Championnats du Togo de cyclisme sur route
Les championnats du Togo de cyclisme sur route sont les championnats nationaux regroupant les meilleurs coureurs togolais.

## Hommes
| Année     | Vainqueur          | Deuxième           | Troisième          |
| --------- | ------------------ | ------------------ | ------------------ |
| 2012      | Assion Ayivon      | Komi Agbana        | Michel Awounoun    |
| 2015      | Abdou-Raouf Akanga | Edem Daku          | Komi Dossouvi      |
| 2016      | non organisé       | non organisé       | non organisé       |
| 2017      | Bertrand Akpéko    | Jean Camille Bafaï | Panguénam Djabigue |
| 2018      | non organisé       | non organisé       | non organisé       |
| 2019      | Hamza Assoumanou   | Gnanou Ayedjo      | Bertrand Akpéko    |
| 2020-2021 | non organisé       | non organisé       | non organisé       |
| 2022      | Abdou-Raouf Akanga | Amen Abinon        | Mounir Bagnah      |
| 2023      | non organisé       | non organisé       | non organisé       |
| 2024      | Panawe Dedema      | Nyouleleng Tchalem | Justin Kako        |